# メアリー・アニング (小惑星)
メアリー・アニング (3919 Maryanning) は小惑星帯に位置する小惑星。フローラ族のサブグループであるアムネリス族に属するとされる。ベルギーの天文学者、アンリ・ドゥブオーニュがヨーロッパ南天天文台で発見した。
プレシオサウルスの全身骨格の化石などを発見した、19世紀始めのイギリスの化石採集者で古生物学者のメアリー・アニングから命名された。